# Mesostenus albinotatus
Mesostenus albinotatus là một loài tò vò trong họ Ichneumonidae.